# هاو تشو
هاو تشو هو منتج مسرحي ‏ ومغني أوبرا صيني، ولد في 6 أغسطس 1967.